# Planchuela

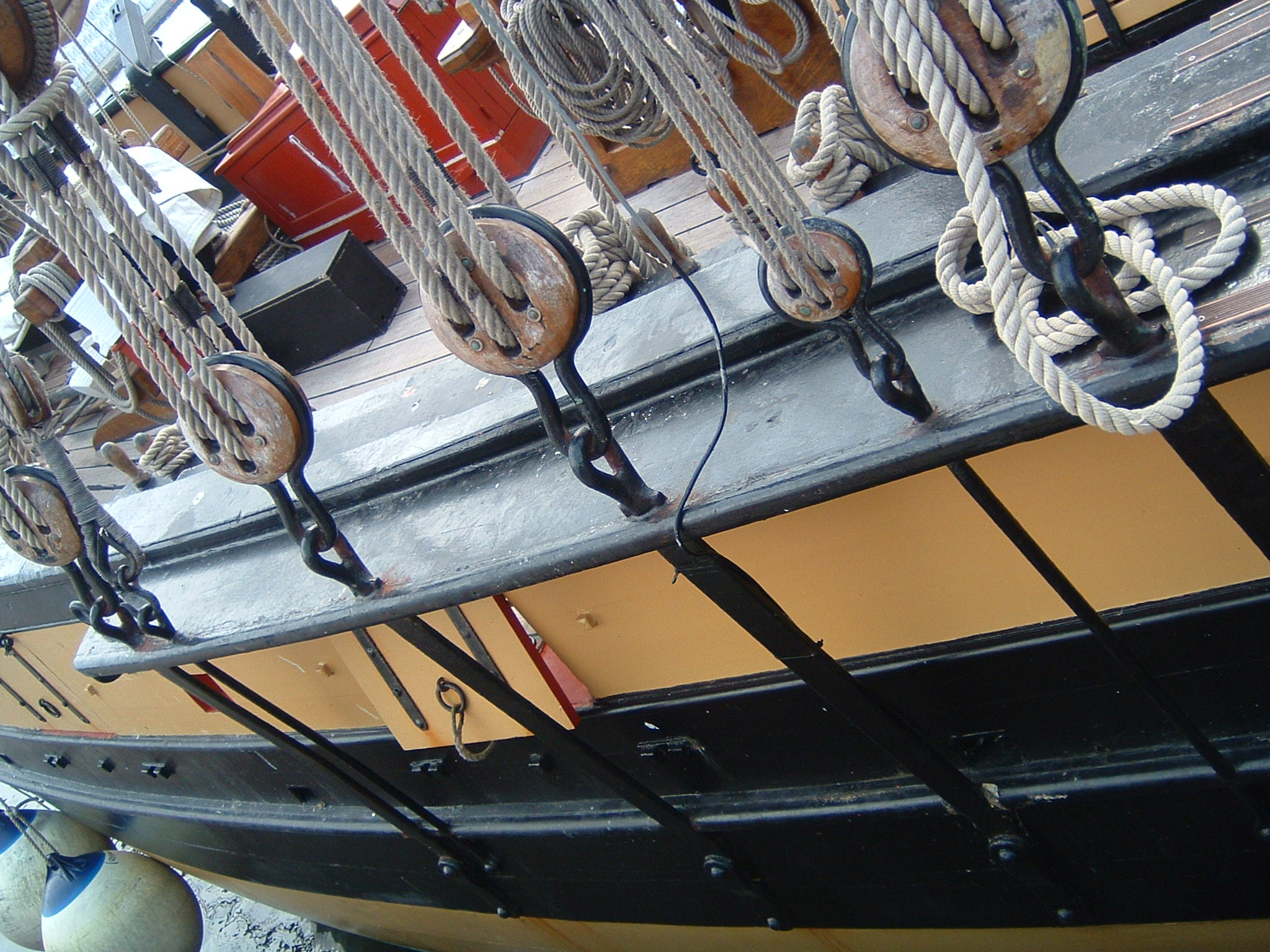
Planchuelas en un velero tradicional (Le Renard). Nótese las vigotas inferiores y los sistemas tensores.

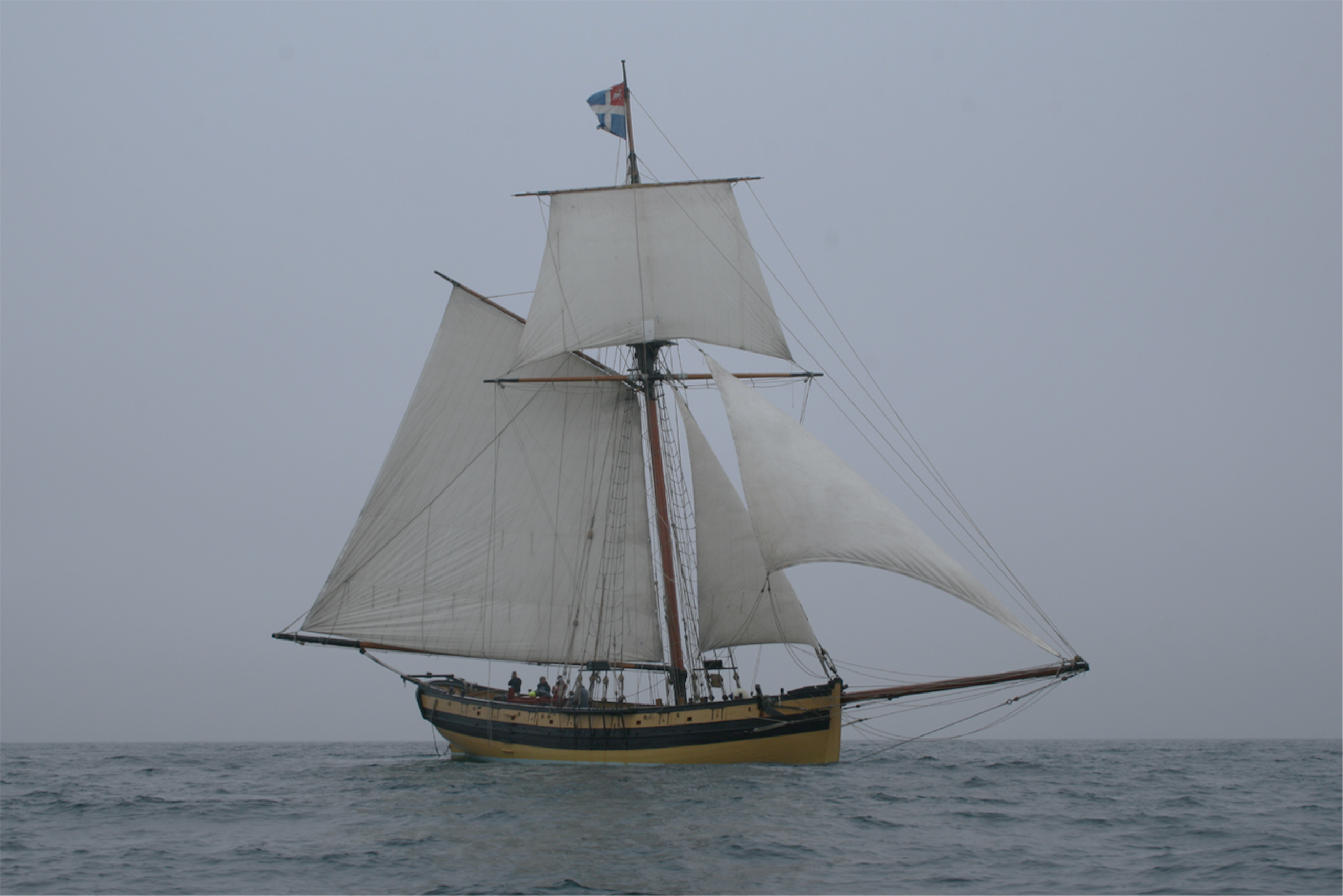
Velero Le Renard, aparejado de côtre á Huni. Réplica del barco del corsario Robert Surcouf

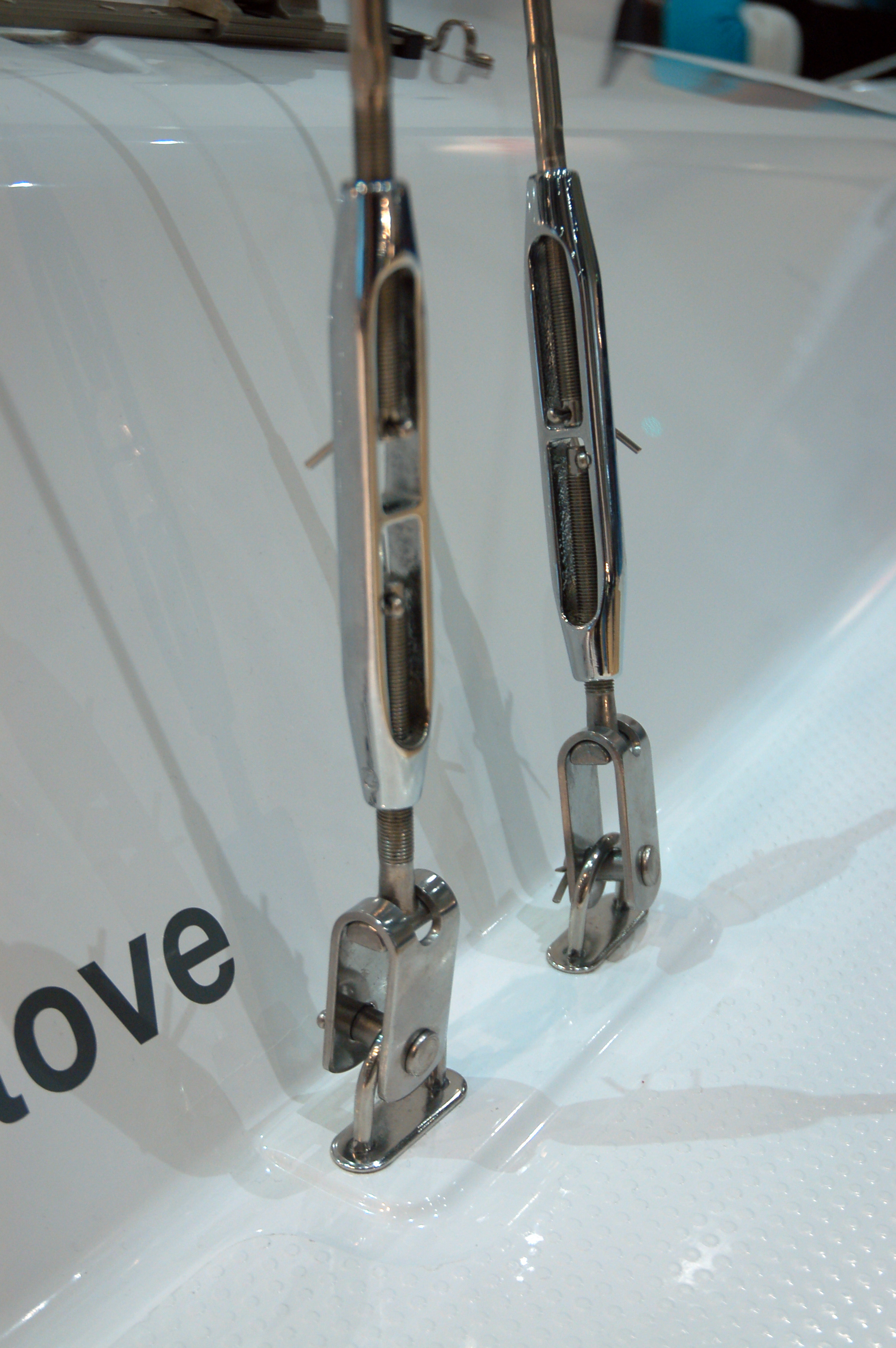
Placas de cadenas en un velero

En náutica, la Planchuela  es un tirante de hierro que sujeta obenques y brandales. Cada Planchuela cierra uno de los cables que soportan la arboladura de un velero. También son Planchuela las piezas de anclaje de algunos estayes y de los estayes de galope, burdas o burdas volantes. (fr. Damoiselles; ing. Chainplate).

## Descripción física
Las Planchuelas son de forma alargada y se montan en posición casi vertical. Por la parte inferior están afianzados en la orla (también pueden alargarse más, por los lados, o afianzarse parcialmente en la cubierta). Mediante pernos múltiples (para disminuir el esfuerzo sobre los materiales del buque). Por la parte superior se aprietan los elementos tensores: vigotas en los veleros antiguos o clásicos y tensores de rosca en veleros más modernos.

## Vela ligera
En vela ligera las Planchuelas suelen ser de acero inoxidable con sistemas tensores discretos (es tensando por incrementos). Hay Planchuelas que sólo permiten tensar «de agujero en agujero» y tensores que permiten un ajuste más fino (basados en el sistema Nonius empleado en los pies de rey).
En los primeros, la Planchuela está formado por dos chapas de acero inoxidable con un fiador (formado por un pivote móvil alojado en una cazoleta fija en la chapa exterior tirado por un muelle interno). El fiador en posición normal atraviesa la parte superior de las dos chapas.
Una regleta con agujeros va montada de forma fija en el extremo inferior del obenque. El obenque se hace firme a la Planchuela estirando el seguro e introduciendo la regleta entre las dos chapas (tirantes) de la Planchuela. Una vez obtenida la posición (y la tensión) deseada se libera el seguro, quedando el pasador a través de un agujero de la regleta del obenque. Los agujeros acostumbran estar separados unos 10 mm y este es valor de los incrementos o decrementos de ajuste.
Las Planchuelas con sistema Nonius también están formados por dos regletas (unidas por la parte inferior a una escuadra o doble escuadra de acero inoxidable). El pasador es un perno (de tipo cilíndrico con cabeza cilíndrica y fiador de anilla cerrada) que puede situarse en cualquier posición. Las separaciones verticales entre los agujeros de la regleta fijada en el obenque y las regletas de las Planchuelas varían en una décima parte (unos agujeros a 10 mm y los otros a 9 mm; sistema parecido al utilizado en los pies de rey). De esta manera es muy fácil ajustar el obenque con incrementos de un milímetro (1 mm). Se trata de un sistema muy antiguo.

## Veleros modernos de desplazamiento medio
Exceptuando algunos veleros de diseño clásico los yates de crucero suelen usar tensores de rosca, unidos siempre a Planchuelas más o menos convencionales.
En algunos casos, especialmente en el estay de galope usan tensores hidráulicos.

## Veleros clásicos
En los veleros clásicos, especialmente de aparato redondo y hasta principios del siglo XX, los obenques y similares se tensaban mediante dos vigotas cada uno.